# Max Perlich
Max Perlich (* 28. März 1968 in Cleveland, Ohio) ist ein US-amerikanischer Schauspieler.

## Leben und Leistungen
Perlichs Vater arbeitete für die in Los Angeles ansässige Radiostation KUSC FM, seine Mutter war Lehrerin. Max Perlich debütierte in der Komödie Ferris macht blau aus dem Jahr 1986. Für die Rolle im Filmdrama Drugstore Cowboy (1989), in dem er an der Seite von Matt Dillon spielte, wurde er im Jahr 1990 mit dem Independent Spirit Award ausgezeichnet. Für die Rolle im Filmdrama Georgia (1995), in dem er neben Jennifer Jason Leigh und Mare Winningham zu sehen war, wurde er 1996 für den Independent Spirit Award nominiert. In den Jahren 1995 bis 1997 trat er in der Fernsehserie Homicide auf. In der Filmbiografie Blow (2001) spielte er an der Seite von Johnny Depp.
Perlich war mit der Schauspielerin Jia Perlich verheiratet, von der er inzwischen getrennt lebt. Er wohnt in Los Angeles.

## Filmografie (Auswahl)
- 1985: Dummies (Kurzfilm)
- 1986: Ferris macht blau (Ferris Bueller’s Day Off)
- 1987: Can’t Buy Me Love
- 1987: Casanova Junior (In the Mood)
- 1987: Plain Clothes – Mord an der Highschool (Plain Clothes)
- 1987, 1989: Ein Vater zuviel (My Two Dads, Fernsehserie, 2 Folgen)
- 1988: 21 Jump Street – Tatort Klassenzimmer (21 Jump Street, Fernsehserie, Folge 2x22)
- 1988: Vibes – Die übersinnliche Jagd nach der glühenden Pyramide (Vibes)
- 1989: Young MC: Bust a Move
- 1989: Drugstore Cowboy
- 1989: Gleaming Heart – Rebellen auf Skateboards (Gleaming the Cube)
- 1989: Liebe Stress und Fieberkurven (Gross Anatomy)
- 1991: Todestraum – Der letzte Zeuge schweigt (Liebestraum)
- 1991: Der Mann ihrer Träume (The Butcher’s Wife)
- 1991: Fieberhaft – Undercover in der Drogenhölle (Rush)
- 1993: Born Yesterday – Blondinen küßt man nicht (Born Yesterday)
- 1993: Cliffhanger – Nur die Starken überleben (Cliffhanger)
- 1993: L.A. Law – Staranwälte, Tricks, Prozesse (L.A. Law, Fernsehserie, 3 Folgen)
- 1994: Maverick – Den Colt am Gürtel, ein As im Ärmel (Maverick)
- 1994: Sie kennen keine Gnade (Dead Beat)
- 1994: Glory Days (Shake, Rattle and Rock!, Fernsehfilm)
- 1995: Angriff aus der Dunkelheit (Toughguy)
- 1995: Georgia
- 1995–1997: Homicide (Homicide: Life on the Street, Fernsehserie, 33 Folgen)
- 1996: Payback – Ein gnadenloser Plan (Livers Ain’t Cheap)
- 1996: Die Gruft in den Sümpfen (The Grave)
- 1996: Beautiful Girls
- 1996: Ein tierisches Trio – Wieder unterwegs (Homeward Bound II: Lost in San Francisco)
- 1996: Minnesota (Feeling Minnesota)
- 1997: Ort der Wahrheit (Truth or Consequences, N.M.)
- 1997: The Brave
- 1997: Gummo
- 1998: Goodbye Lover
- 1998: Buffy – Im Bann der Dämonen (Buffy the Vampire Slayer, Fernsehserie, 2 Folgen)
- 1998: I Woke Up Early the Day I Died
- 1998: Manchmal kommen sie wieder 3 (Sometimes They Come Back... for More)
- 1999: Meyer Lansky – Amerikanisches Roulette (Lansky, Fernsehfilm)
- 1999: Freeway II – Highway to Hell (Freeway II: Confessions of a Trickbaby)
- 1999: Nash Bridges (Fernsehserie, Folge 5x03)
- 1999: Haunted Hill (House on Haunted Hill)
- 2000: King of B-Movies (The Independent)
- 2000: Unter falschem Namen (Auggie Rose)
- 2001: Blow
- 2001: New York Cops – NYPD Blue (NYPD Blue, Fernsehserie, Folge 8x13 Ersatz für den Ersatz)
- 2001: Gilmore Girls (Fernsehserie, 3 Folgen)
- 2001: Die Macht des Geldes (Net Worth)
- 2002: The Shield – Gesetz der Gewalt (The Shield, Fernsehserie, Folge 1x01 Der Verräter)
- 2002: Crossing Jordan – Pathologin mit Profil (Crossing Jordan, Fernsehserie, Folge 1x18)
- 2002: Wild Boyz (Deuces Wild)
- 2003: Sol Goode
- 2003: Die Redneck Familie (The Watermelon Heist)
- 2003: The Guardian – Retter mit Herz (The Guardian, Fernsehserie, Folge 3x03)
- 2003: The Missing
- 2004: DinoCroc
- 2005: Charmed – Zauberhafte Hexen (Charmed, Fernsehserie, 3 Folgen)
- 2005: The Nickel Children
- 2006: The Darwin Awards
- 2006: Seven Mummies
- 2006: Fallen Angels – Jeder braucht einen Engel … (Punk Love)
- 2006: My Name Is Earl (Fernsehserie, 2 Folgen)
- 2008: Ninja Cheerleaders
- 2008–2009: Terminator: The Sarah Connor Chronicles (Fernsehserie, 2 Folgen)
- 2010: Burn Notice (Fernsehserie, Folge 4x03 Mafia-Methoden)
- 2012: Hawaii Five-0 (Fernsehserie, Folge 2x20 Ausgesetzt)
- 2012–2014: Justified (Fernsehserie, 4 Folgen)
- 2013: Die Rache des Templers (La nuit du templier)
- 2014: Bullet
- 2017: Twin Peaks (Fernsehserie, Folge 3x01)
- 2020: Tar